# Ciocotiș, Maramureș
Ciocotiș este un sat în comuna Cernești din județul Maramureș, Transilvania, România. Se află în zona etnografică a Țării Chioarului, care din punct de vedere geografic face parte din Depresiunea colinară a Transilvaniei.

## Istoric
Localitatea este atestată documentar încă din a doua jumătate a secolului al XVI-lea, mai exact din anul 1566, când localitatea este consemnată în documente sub numele de „Batizfalva”, însă este foarte posibil ca această așezare să fie mult mai veche. Unii istorici consideră că localitatea ar fi făcut parte dintr-un voievodat, care ar fi avut centrul undeva în actuala comună Cernești. În fruntea localității Ciocotiș exista un jude, iar documentele îl amintesc în anul 1566 pe judele Ștefan Cozma.
Cea de-a doua atestare documentară a localității datează din anul 1591, când satul apare trecut în documentele vremii sub o altă denumire, cea de „Chyokottes'”.  De-a lungul secolelor, în documente satul va apărea și sub alte denumiri, însă actualul nume, de Ciocotiș, este atestat pentru prima dată în secolul al XIX-lea, mai exact în anul 1864.
Organizarea administrativă a localității în perioada modernă a fost strâns legată de reorganizarea Transilvaniei sub dominația habsburgică. Astfel, în secolul al XIX-lea, localitatea este integrată în Comitatul Solnoc-Dăbâca, din care va face parte până după sfârșitul Primul Război Mondial. 
După realizarea Unirii Transilvaniei cu Vechiul Regat, prin rezoluția Marii Adunări Naționale de la Alba Iulia din 1 decembrie 1918, și după adoptarea unui noi Constituții, cea din 29 martie 1923, precum și după adoptarea legii unificării administrative, din 1925, localitatea Ciocotiș a fost integrată, din punct de vedere administrativ, în județul Satu Mare. După adoptarea Constituției din 27 februarie 1938 și după noua organizare administrativă a Regatului României, realizată sub domnia Regelui Carol al II-lea, localitatea Ciocotiș, alături de localitățile învecinate, a devenit parte a ținutului Crișuri, cunoscut și sub numele de Ținutul Someș.
După pierderile teritoriale din vara anului 1940, satul va trece sub administrație maghiară, asta după ce întreg Nord-Vestul Transilvaniei a fost luat de Ungaria hortystă, revenind României abia în primăvara anului 1945.
Cele trei Constituții comuniste, din anii 1948, 1952 și 1965, vor aduce noi schimbări în ceea ce privește organizarea administrativă a țării. Astfel, în anul 1968, când sub regimul comunist are loc o nouă reorganizare administrativă a țării, satul Ciocotiș devine parte componentă a județul Maramureș, județ din care face parte până în prezent.

## Etimologie
Etimologia numelui localității: din n.fam. Ciocotiș (< subst. reg. ciocot „ciucure; butuc de viță-de-vie” < srb. čokot “butuc de viță” + suf. -iș).

## Așezare
Satul Ciocotiș se află la o distanța de 38 km de municipiul Baia Mare și la 7 km de Drumul Național DN182, ce face legătura între reședința județului Maramureș și localitatea Târgu Lăpuș.
Satul este așezat la poalele munților Șatra și Runc, unități ce fac parte din lanțul munților Gutâi, cele două vârfuri fiind despărțite de răul Bloaja. Munte Șatra este cunoscut în zonă sub denumirea de „Șatra Pintii”, deoarece legendele populare spun că aici pe munte ar fi stat o vreme, într-o peșteră, legendarul haiduc maramureșean, Pintea Vinteazul.

## Demografie
La recensământul din 2011, populația era de 1.018 locuitori.

## Date economice
Principalele activități ale locuitorilor sunt creșterea animalelor(în special a bovinelor și a ovinelor), agricultura si pomicultura. În ultimii 10 ani turismul a început să se dezvolte în zonă, de-a lungul râului Bloaja fiind construite mai multe cabane, ce sunt oferite turiștilor spre închiriere.

## Monumente istorice
Biserica din piatră, cu hramul Sfinților Arhangheli Mihail și Gavriil, a fost construită în anul 1889, după ce vechea biserică de lemn din sat a fost vândută într-o altă localitate din apropiere.

## Confesiuni
Majoritatea populației din localitate este de religie creștin-ortodoxă. Pe lângă comunitatea ortodoxă, în sat există și o comuniate importantă de penticostali, iar câteva familii aparțin de organizația Martorilor lui Iehova.

## Personalități
Din satul Ciocotiș provine Vasile Ghergheli de Ciocotiș (Vasiliu Gergely de Csokatesz), reprezentant al mișcării cultural-identitare și naționale Școala Ardeleană. Acesta a absolvit Facultatea de teologie la Viena (Institutul Santa Barbara) și a slujit ca preot greco-catolic în parohii din județele Satu Mare și Bihor. Este autor al lucrării "Omul de lume" (Viena, 1816), considerată prima carte în limba română cu grafie latină scrisă de un maramureșean.(Valer Hossu, Elita Chioarului, Editura Napoca Star, Cluj Napoca, 2011) 
De numele satului își leagă existența doi cunoscuți interpreți de muzică populară din Maramureș, Andrei Bărbos și Hermina Marc Iluți

## Imagini

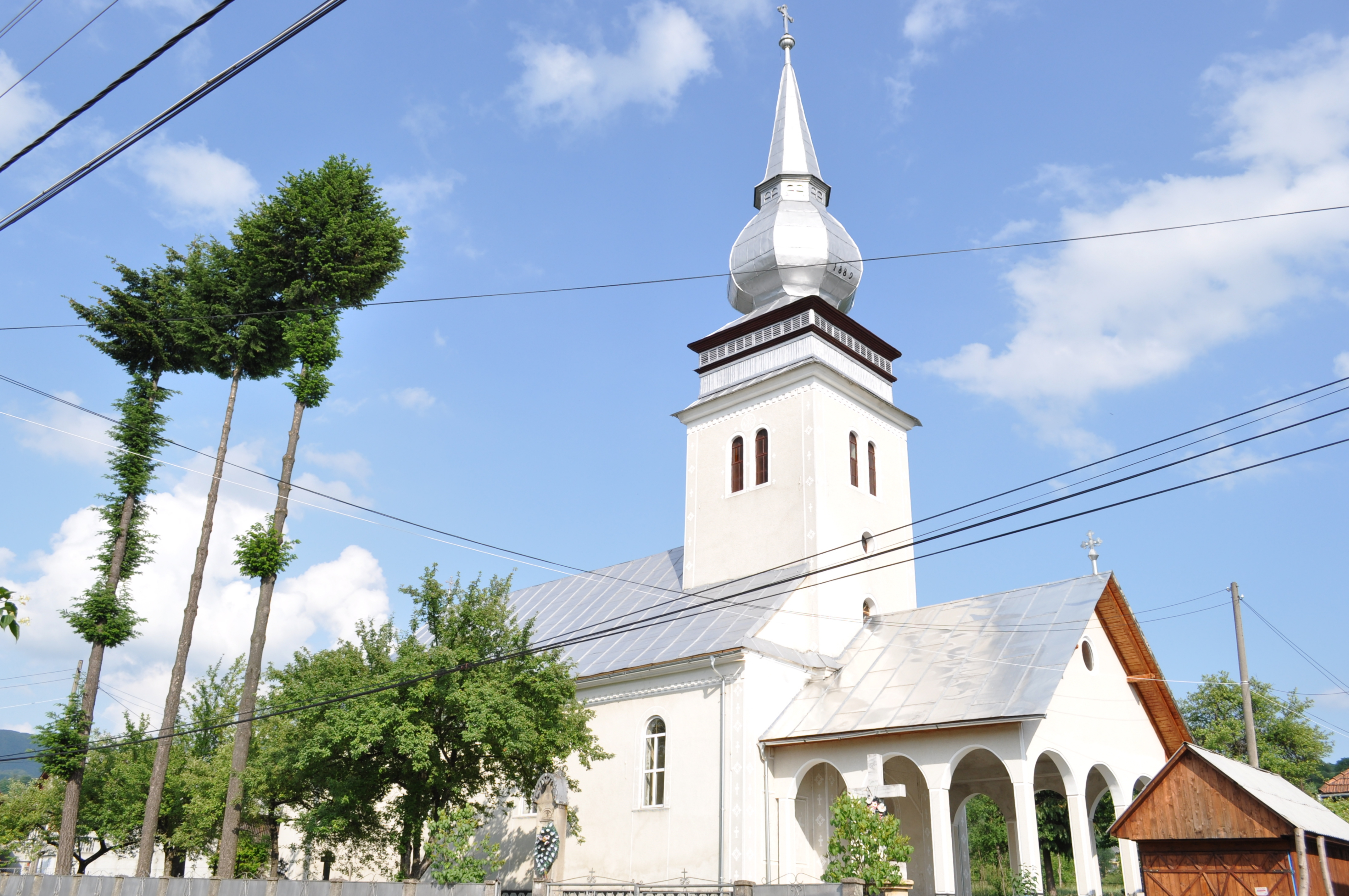
Biserica „Sfinții Arhangheli Mihail și Gavriil (1889)
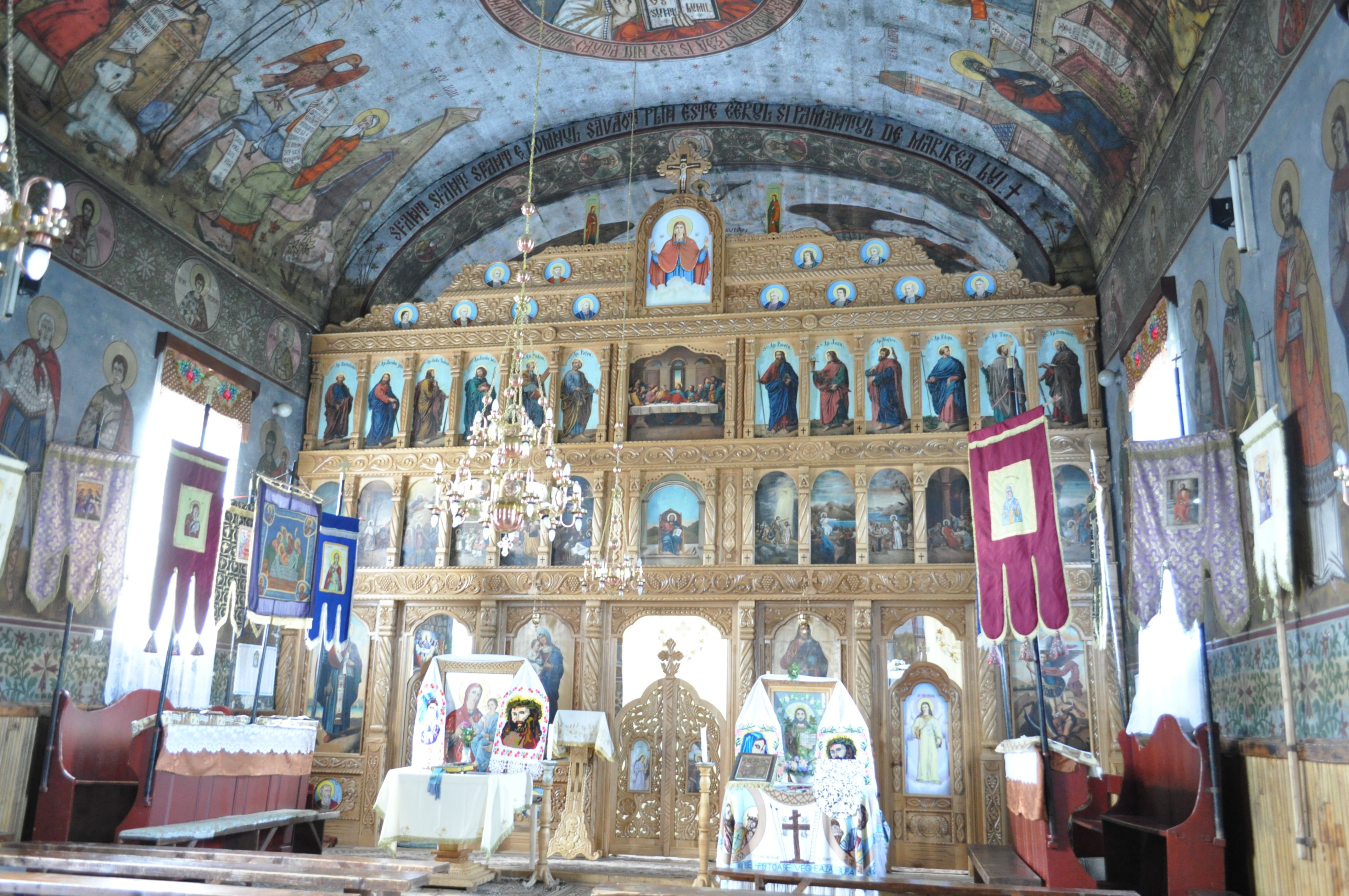
Biserica „Sfinții Arhangheli Mihail și Gavriil (interior)